# Raïon de Komsomolsk (kraï de Khabarovsk)
Le raïon de Komsomolsk (en russe : Комсомо́льский райо́н, Komsomolski raïon) est une subdivision administrative (raïon) et une municipalité (raïon municipal) du kraï de Khabarovsk, en Russie. Le raïon fait partie de la région d'Extrême-Orient russe. Son centre administratif est la ville de Komsomolsk-sur-l'Amour, bien qu'elle ne fasse pas partie du raïon, et il compte en tout 35 localités, réparties dans 21 municipalités. Sa population s'élevait à 24 018 habitants en 2023.